# Darío Flores
Darío Flores, vollständiger Name Darío Antonio Flores Bitolfi, (* 6. Februar 1984 in Montevideo) ist ein uruguayischer Fußballspieler mit italienischen Wurzeln.

## Karriere

### Verein
Flores begann seine Karriere bei River Plate Montevideo, aus dessen Jugendmannschaft er stammt. Erstmals zählte  er im Torneo Clasificatorio 2002 zum Kader und spielte dort bis zur Apertura 2005. Ab dem Torneo Clausura 2006 stand er drei Halbserien lang in Reihen Peñarols. Über die Zahl der Einsätze für River Plate Montevideo und die Aurinegros bis zu diesem Zeitpunkt bestehen unterschiedliche Angaben. In der Apertura 2007 absolvierte er dann neun Spiele (kein Tor) für die Montevideo Wanderers. In Clausura und Apertura 2008 kam er abermals für River Plate Montevideo zu 28 Erstligaeinsätzen. Im Januar 2009 unterschrieb er einen Vertrag für drei Spielzeiten beim CFR Cluj, der eine Ablösesumme von 600.000 € für ihn bezahlte. Am 13. März 2009 gab er sein Debüt in der Liga 1, als er beim 0:0-Unentschieden gegen Rapid Bukarest für Cadú in der 18. Spielminute eingewechselt wurde. In Klausenburg wurde er in den Spielzeiten 2008/09 und 2009/10 in insgesamt 14 Erstligaspielen eingesetzt. Dabei erzielte Flores einen Treffer. In Rumänien wurde er 2008/09 Pokalsieger. In der Folgesaison 2009/10 gewann seine Mannschaft, die er im Laufe der Saison verließ, die Meisterschaft. Nach der Rückkehr in seine Heimat gehörte er ab der Clausura 2010 bis in die Clausura 2011 dem Kader des Racing Club de Montevideo an und kam dort in insgesamt 22 Erstligaspielen zum Einsatz. Anschließend stand er im Torneo Clausura 2011 der chilenischen Primera División beim dortigen Club Palestino unter Vertrag. Auch die Apertura 2012 bestritt er für die Chilenen. In der Clausura 2013 stand er beim Cerro Largo FC in Uruguays Primera División unter Vertrag und absolvierte 14 Erstligaspiele (ein Tor). In der Spielzeit 2013/14 bestritt er 25 Ligapartien für Juventud und schoss drei Tore. Anschließend unterschrieb er am 1. August 2014 beim italienischen Serie-B-Klub AC Perugia Calcio einen Dreijahresvertrag. Dort wurde er in sieben Zweitligaspielen und zwei Partien der Coppa Italia eingesetzt. Ein Torerfolg blieb ihm dabei verwehrt. Mitte Januar 2015 schloss er sich dem eine Klasse tiefer antretenden Matera Calcio an. Beim Drittligisten lief er 14-mal (kein Tor) in der Lega Pro auf. Seite Mitte Juli 2015 ist er wieder Spieler von River Plate Montevideo. In der Saison 2015/16 wurde er in 25 Erstligaspielen (kein Tor) und acht Partien (kein Tor) der Copa Libertadores 2016 eingesetzt. Anfang Juli 2016 wechselte er nach Guatemala zu CSD Municipal. Dort lief er in 31 Ligaspielen (kein Tor) auf. Ende Juli 2017 verpflichtete ihn der uruguayische Erstligist CA Cerro.

### Nationalmannschaft
Flores gehörte der von Juan Jacinto Rodríguez trainierten U-17-Auswahl Uruguays an, die an der U-17-Südamerikameisterschaft 2001 in Peru teilnahm und den 6. Platz belegte. Am 26. Oktober 2005 debütierte er beim Freundschaftsspiel gegen die mexikanische Auswahl unter Trainer Jorge Fossati in der uruguayischen Nationalmannschaft, als er in der 70. Spielminute für den Mitdebütanten Maximiliano Pereira eingewechselt wurde. Dies blieb sein einziger Länderspieleinsatz.

### Erfolge/Titel
- Rumänischer Pokalsieger (1): 2008/09

## Privates
Sein jüngerer Bruder Robert ist ebenfalls ehemaliger Fußballnationalspieler Uruguays.